# Рудолф III (Хабсбург-Лауфенбург)
Рудолф III фон Хабсбург-Лауфенбург (на немски: Rudolf III von Habsburg-Laufenburg; * 15 юли 1270; † 22 декември 1314, Монпелие) от род Хабсбурги, е граф на Хабсбург-Лауфенбург и управляващ ландграф в Клетгау (1271 – 1314). Той е в свитата на крал Хайнрих VII и участва в поход против Ломбардия.

## Биография
Той е син на граф Готфрид фон Хабсбург-Лауфенбург (1239 -1271) и втората му съпруга Аделхайд фон Фрайбург-Урах († 1300), дъщеря на граф Егино V фон Урах-Фрайбург († 1236/1237) и Аделхайд фон Нойфен († 1248).
След смъртта на баща му през 1271 г. негови опекуни са двамата му чичовци Рудолф II (от 1274 епископ на Констанц) до 1288 г., и Еберхард I (от 1271 граф на Кибург) до 1284 г. През 1288 г. той поема своето регентство.
Рудолф III е привърженик на крал Адолф от Насау и през есента 1297 г. отива във Франкфурт. Участва за него в битката при Гьолхайм през 1298 г. против братовчед му херцог Албрехт I фон Хабсбург и попада в плен. Той признава 1298 г. новия крал. Той се свързва 1308 г. с новия крал Хайнрих VII и става пролетта 1310 г. имперски фогт в Тургау и Цюрихгау. През края на 1310 или началото на 1311 г. той е във войската на Хайнрих в Ломбардия. През лятото 1311 г. той е отново в родината си и в приятелски отношения с херцозите на Австрия. Често е близо до херцог Леополд.
За да се лекува той отива през 1314 г. в Южна Франция. Той умира на 22 януари 1315 г. в Монпелие.

## Фамилия
Първи брак: Рудолф III се жени пр. 12 март 1296 г. за Елизабет фон Раперсвил († 10 април 1309), вдовица на граф Лудвиг I фон Хомберг († 27 април 1289 в битка), дъщеря наследничка на граф Рудолф IV фон Раперсвил († 1262). Те имат един син:
- Йохан I (* 1297; † 21 септември 1337, убит в битка до Гринау, Цюрихско езеро), ландграф в Клетгау, фогт на господство Австрия в Тургау, Ааргау и Шварцвалд, женен пр. 25 юли 1328 г. за Агнес фон Верде († сл. 1354), дъщеря на граф Зигизмунд фон Верд (Сааргауграф) († 1308), ландграф в Елзас.

Втори брак: Рудолф III се жени втори път сл. 10 април 1309 г. за Мария фон Йотинген († 10 май 1369), дъщеря на граф Фридрих I фон Йотинген († 1311/1313) и съпругата му Елизабет фон Дорнберг († 1309/1311). Бракът е бездетен. Мария се омъжва втори път за Вернер II фон Фробург († 1320) и трети път за маркграф Рудолф IV фон Баден († 1348).